# Cholupický vrch
Cholupický vrch je zalesněný vrch v Praze-Modřanech. Je částí přírodního parku Modřanská rokle – Cholupice.

## Popis
Vrchol Cholupického vrchu (306 m n. m.) se zvedá nad Modřanskou roklí, která ho ohraničuje na severní straně. Na východní a jižní straně kopce je lokalita nazývaná V Lipinách, ve které jsou zahrádkářské osady. Západně od vrcholu je sídliště Na Beránku. Od vrcholu se zalesněný hřeben Cholupického vrchu zvolna svažuje jihozápadním směrem přes Hornocholupickou ulici, klesá do údolí Cholupického potoka a zalesněné území pak pokračuje dál k letišti Točná a do oblasti Komořan.
Les je dobře dostupný pražskou hromadnou dopravou a územím vede síť stezek. Vzhledem k blízkosti sídlišť je vyhledávanou rekreační lokalitou.

## Zalesnění
Většina území Cholupického vrchu, kromě zahrádkářských osad v jihovýchodní části, je zalesněna. Není to ale historický les, minimálně do roku 1879 tu byly louky a pastviny. Zalesňování je doloženo mezi roky 1910 a 1938, bylo ale prováděno převážně nevhodnými a nepůvodními dřevinami (trnovník akát, borovice černá, smrk ztepilý). Při obnově lesa se proto vysazují zejména duby, buky, borovice lesní a habry, a v oblasti Cholupického vrchu se daří i výsadbám douglasky a modřínu.